# Xe điện Dubai

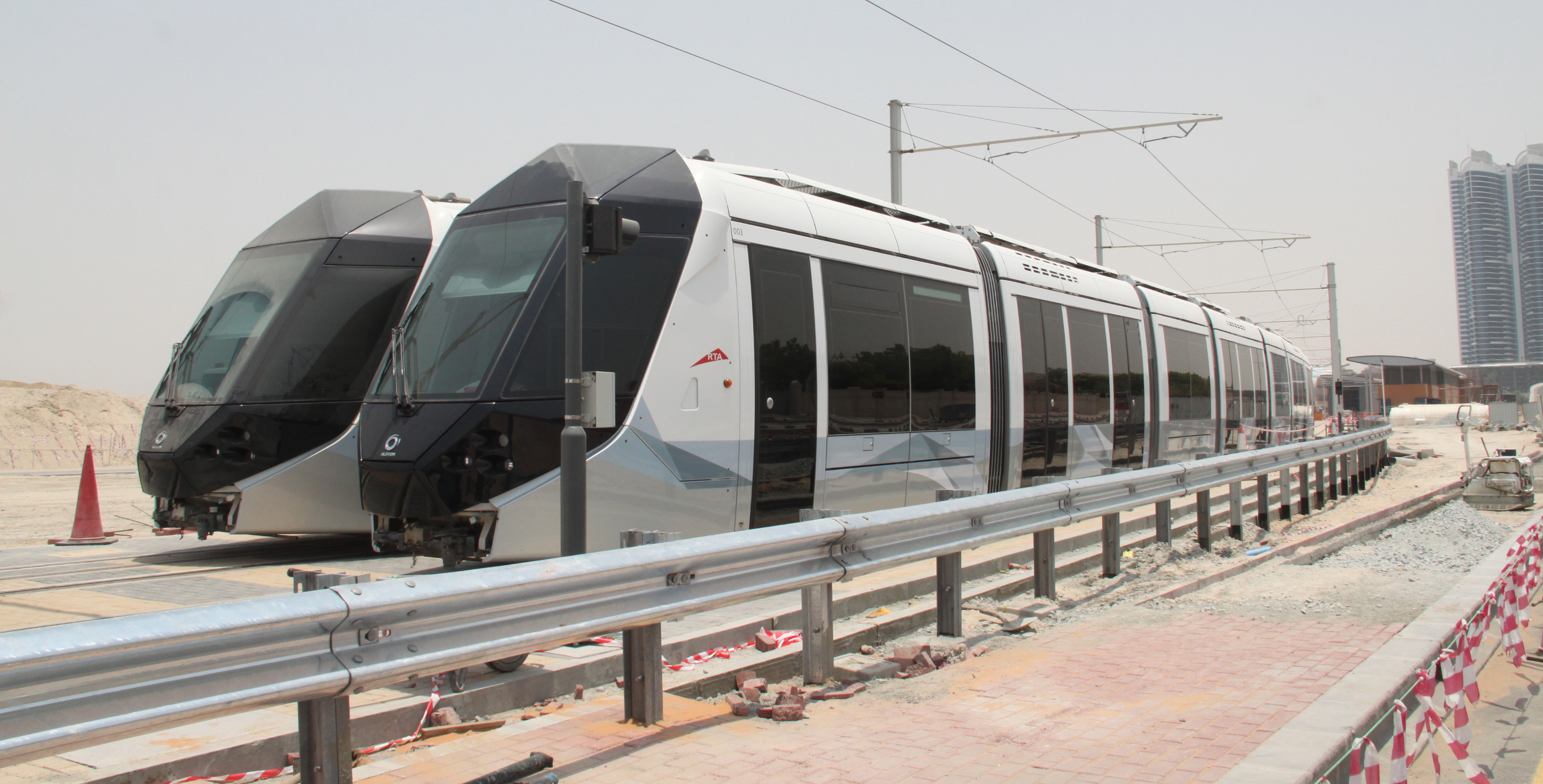
Alstom 402 xe điện gần Al Sufouh vào tháng 7 năm 2014.

Xe điện Dubai (tiếng Ả Rập: ترام دبي) là một xe điện nằm ở Al Sufouh, Dubai, Các Tiểu vương quốc Ả Rập Thống nhất. Nó chạy dài 14,5 km dọc theo đường Al Sufouh từ Dubai Marina đến Palm Jumeirah và Al Sufouh. Tàu điện kết nối với Jumeirah Lakes Towers và các trạm DAMAC Properties của Red Line của Dubai Metro và hai trạm nữa dự kiến sẽ kết nối với xe điện trong tương lai. Tàu điện Dubai cũng được kết nối với monorail của Palm Jumeirah ở lối vào của Palm từ đường Sufouh.
Đoạn đầu tiên, một tuyến xe điện dài 10,6 km phục vụ cho 11 trạm, đã được khánh thành vào ngày 11 tháng 11 năm 2014, bởi Sheikh Mohammed bin Rashid Al Maktoum, Phó Chủ tịch và Thủ tướng của UAE và Người cai trị Dubai, với tuyến chính thức mở cửa cho dịch vụ công cộng lúc 6:30 sáng (UTC 04:30) ngày 12 tháng 11 năm 2014.
Tàu điện Dubai là dự án xe điện thứ tư trên thế giới, sau xe điện ở Bordeaux năm 2003 và xe điện Reims và Angers năm 2011, được cung cấp bởi hệ thống cung cấp điện trên mặt đất.

## Xây dựng
Việc lên kế hoạch và xây dựng Tàu điện Dubai được thực hiện bởi một tập đoàn Alstom, Besix và Parsons.
Việc xây dựng đã được chia thành hai giai đoạn: Giai đoạn 1, dự kiến sẽ mở cửa vào tháng 4 năm 2011, tuy nhiên nó đã bị trì hoãn cho đến tháng 11 năm 2014. Sau khi hoàn thành, giai đoạn 1 của xe điện sẽ vận hành bởi 11 xe điện, phục vụ cho 11 trạm, trải dài 10,6 km. Giai đoạn 1 sẽ tiêu tốn 3,18 tỷ AED. Khoảng 9,5 km của dự án tàu điện Dubai sẽ được xây dựng như là một phần của giai đoạn 1 đầu tiên. Giai đoạn 2 sẽ bổ sung thêm 14 xe điện và tám trạm nữa dọc theo tuyến đường thêm 4 km.
Kể từ ngày 10 tháng 10 năm 2010, công việc xây dựng đường tàu điện Dubai đã được tiến hành theo kế hoạch và hoàn thành năm 2014. Tuy nhiên, dự án đã bị trì hoãn một tháng do thiếu tài chính. Việc xây dựng đường xe điện đã được nối lại vào tháng 1 năm 2011 với 30% giai đoạn 1 đã hoàn thành. Vào giữa năm 2014, xe điện đã bước vào giai đoạn thử nghiệm và nó bắt đầu hoạt động vào tháng 11 năm 2014.

## Hoạt động

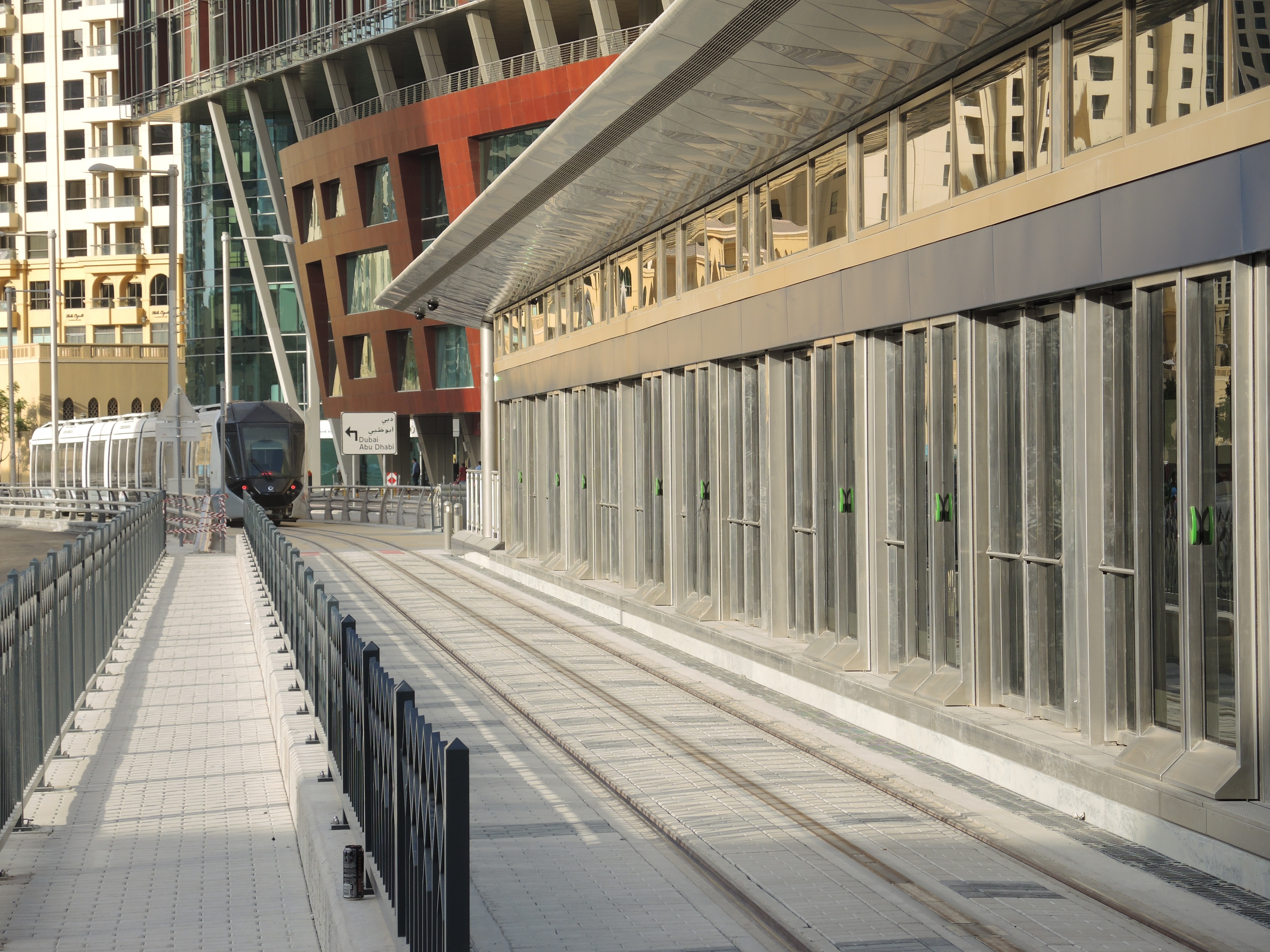
Trạm xe điện máy lạnh điển hình với cửa ra vào an toàn

Tàu điện Dubai được Serco vận hành theo hợp đồng với Cơ quan Giao thông và Đường bộ Dubai.
Có hơn 80 người điều khiển đủ điều kiện vận hành xe điện. Để đảm bảo an toàn cho xe điện và hành khách, mọi tài xế đều phải thực hiện (và vượt qua) bài kiểm tra nồng độ cồn trước khi lái xe điện. Xe điện cũng có công tắc an toàn mà các tài xế được yêu cầu nhấn cứ sau ba đến năm giây.

### Giờ hoạt động và tần suất
Các dịch vụ chạy 20 giờ mỗi ngày và mất 36 phút để đi hết toàn bộ chiều dài của hệ thống. Xe điện chạy từ 6:30 đến 1:38. Vào thứ Sáu, dịch vụ bắt đầu lúc 9:00.

### Giá vé
Xe điện có giá vé cố định 3 AED mỗi chuyến cho mọi quãng đường đã đi, khiến nó trở thành một trong những giá vé rẻ nhất cho xe điện, so với các thành phố khác. Giá vé cho hành khách sử dụng vé Nol đỏ sẽ là 4 AED (1,09 USD) mỗi chuyến.
Hành khách có thể sử dụng Thẻ Nol để đi và rời xe điện bằng cách quét thẻ tại cửa ra.
|                        | 2014    | 2015 tới tháng 6 |
| ---------------------- | ------- | ---------------- |
| Tuyến                  | 2       | 2                |
| Kilomet                | 9,5     | 9,5              |
| Trạm                   | 11      | 11               |
| Chuyến đi (Tổng cộng)  |         |                  |
| Hành khách (Tổng cộng) | 531.000 | 1.854.055        |

## Toa xe
Xe điện Dubai sử dụng 11 xe điện Alstom Citadis 402 cho giai đoạn 1. Các xe điện dài 44 m với sức chứa 408 hành khách. Tốc độ tối đa là 50 km/h, cho tốc độ hoạt động trung bình là 20 km/h.
Các xe điện sử dụng nguồn cấp điện mặt đất "Alimentation par le Sol II" (APS II), và vì vậy không cần cáp trên cao. Phương pháp này lần đầu tiên được sử dụng ở Bordeaux, Pháp. Xe điện Dubai là mạng lưới xe điện đầu tiên trên thế giới sử dụng cửa lưới màn hình tại các nhà ga, cũng như chế độ Vận hành phương tiện giám sát (SVO) mới sẽ đảm bảo dừng trạm chính xác và an toàn trong quá trình chuyển hành khách. Các xe điện có các loại Vàng (đầu tiên) và bạc, và không gian dành riêng cho phụ nữ và trẻ em.
Chiếc xe điện đầu tiên được trao cho Mattar Al Tayer, Chủ tịch Cơ quan Giao thông và Đường bộ, tại nhà máy Alstom's La Rochelle vào ngày 14 tháng 6 năm 2013.

## Sự cố và tai nạn

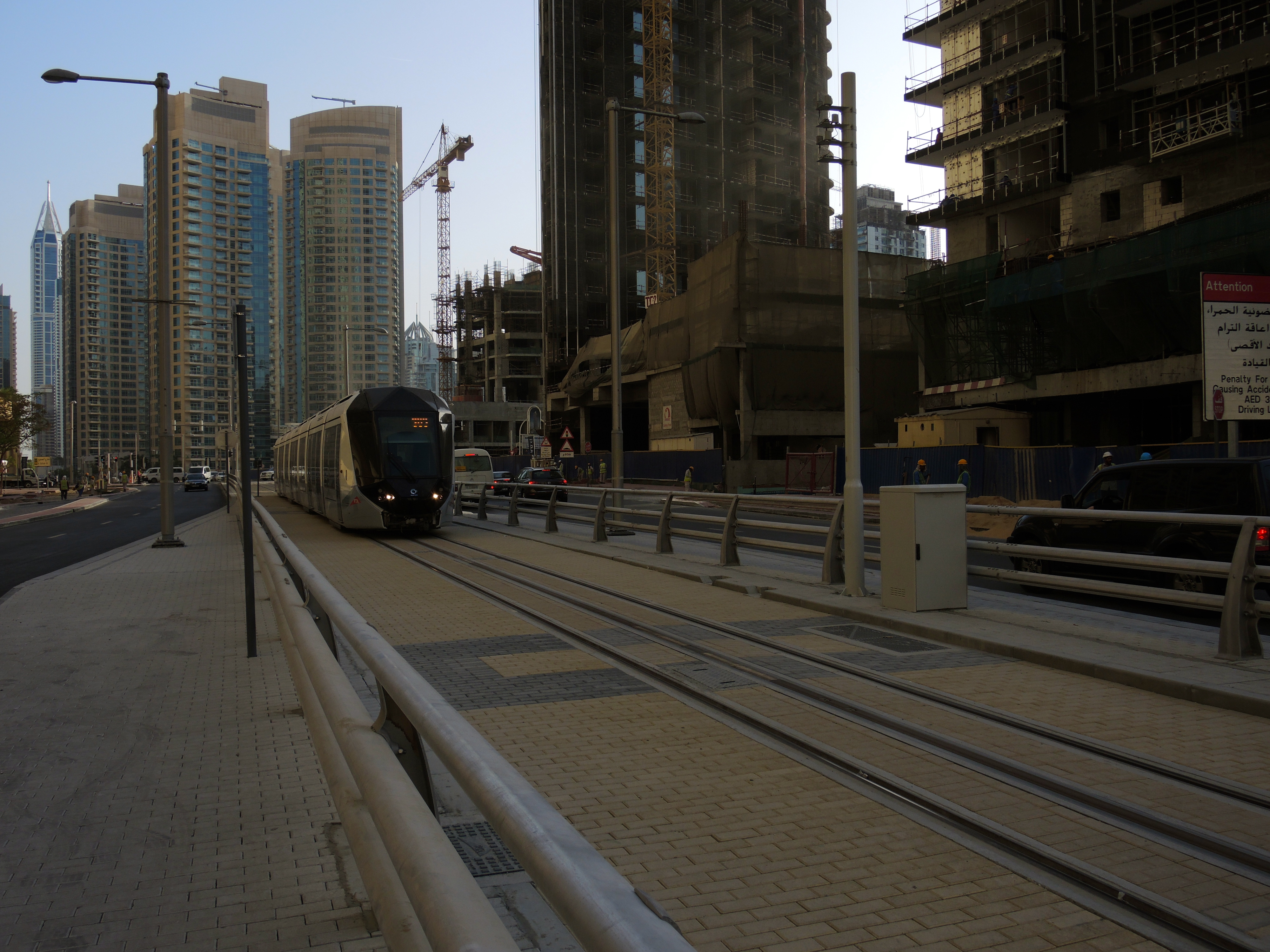
Xe điện chạy thử vào tháng 11 năm 2014. Lưu ý các rào cản an toàn mỗi bên của đường ray.

- 2 tháng 10 năm 2014 – Trong quá trình chạy thử, một chiếc xe đã va chạm với xe điện đang chạy. Theo Cảnh sát Dubai, cả tài xế và bất kỳ ai khác đều không bị thương trong vụ tai nạn, nhưng chiếc xe bị hư hại ở phần trước và xe điện bị hư hại đôi chút.[21]
- 17 tháng 12 năm 2014 – Dịch vụ xe điện đã bị gián đoạn trong 15 phút do va chạm giữa xe điện và xe hơi sau khi tài xế ô tô đọc sai tín hiệu giao thông để rẽ trái và sau đó dừng lại trên đường ray xe điện tại một giao lộ trong Jumeirah Beach Residence.[22][23]

## Liên kết với Tàu điện ngầm Dubai
Xe điện Dubai được liên kết với Tàu điện ngầm Dubai vào tháng 11 năm 2018 được tuyên bố bởi các cơ quan giao thông và đường bộ Dubai.